# لائورا کبدو
لائورا کبدو (اسپانیایی: Laura Quevedo‎؛ زادهٔ ۱۵ آوریل ۱۹۹۶) بازیکن بسکتبال اهل اسپانیا است.
وی در مسابقات کشوری و بین‌المللی در مجموع برندهٔ ۲ مدال نقره شده‌است.